# تاریخ مشارکت‌های تجاری در قرون وسطی
تاریخ مشارکت‌های تجاری در قرون وسطی (به آلمانی: Zur Geschichte der Handelgesellschaften im Mittelalter)، (به انگلیسی: The history of commercial partnerships in the Middle Ages) عنوان رساله دکترای ماکس وبر (۲۱ آوریل ۱۸۶۴–۱۴ ژوئن ۱۹۲۰) اقتصاددان و جامعه‌شناس آلمانی در سال ۱۸۸۹ در دانشگاه نوشته شده‌است. نسخه اصلی به زبان آلمانی بود که به تاریخ مشارکت‌های تجاری در قرون وسطی ترجمه شده‌است.
وبر در این رساله، اصول حقوقی مختلف را بر اساس سود، ریسک و هزینه یک شرکت بررسی کرد که توسط چندین شرکت در قرون وسطی انجام شد.
بعدها این رساله با اضافه شدن مطالبی با عنوان «در تاریخ شرکت‌های تجاری در قرون وسطی، بر اساس منابع جنوب اروپا» منتشر شد.